# 毛利広房
毛利 広房（もうり ひろふさ）は、南北朝時代の安芸国の国人領主毛利氏当主。

## 生涯
南朝：天授7年、弘和元年/北朝：康暦3年、永徳元年（1381年）に、父・毛利元春より吉田荘地頭職半分を譲られている。これと同時に毛利家の家督を相続したものと推測される。家督を継承して後の南朝：元中2年/北朝：至徳2年（1385年）に、出陣先の西条にて討死した。
この時、広房には懐妊中の妻がおり広房の死後に男児を出産した。男児の成長までは祖父にあたる元春が後見することになり、この男児が成人後、毛利光房と名乗って家督を継いだ。